# Sărnegor, Plovdiv
Sărnegor (în bulgară Сърнегор) este un sat în comuna Brezovo, regiunea Plovdiv,  Bulgaria. 

## Demografie
Componența etnică a satului Sărnegor
     Bulgari (97,16%)
     Nicio identificare (2,83%)
     Altele (0%)
La recensământul din 2011, populația satului Sărnegor era de 141 locuitori. Din punct de vedere etnic, majoritatea locuitorilor (97,16%) erau bulgari. Pentru 2,83% din locuitori nu este cunoscută apartenența etnică.